# Dicranella crinalis
Dicranella crinalis là một loài rêu trong họ Dicranaceae. Loài này được Geh. & Hampe mô tả khoa học đầu tiên năm 1881.